# Sotteville-sous-le-Val
Sotteville-sous-le-Val – miejscowość i gmina we Francji, w regionie Normandia, w departamencie Sekwana Nadmorska. Przez miejscowość przepływa Sekwana. 
Według danych na rok 1990 gminę zamieszkiwały 524 osoby, a gęstość zaludnienia wynosiła 99 osób/km² (wśród 1421 gmin Górnej Normandii Sotteville-sous-le-Val plasuje się na 438. miejscu pod względem liczby ludności, natomiast pod względem powierzchni na miejscu 667.).